# Кендимен (филм из 1992)
Кендимен (у буквалном преводу Слаткишар) (енгл. Candyman) је амерички хорор филм из 1992, режисера Бернара Роуза, заснован на краткој причи Клајва Баркера, Забрањено. У главним улогама су Вирџинија Мадсен, Тони Тод, Зандер Беркли и Кејси Лемонс.
Филм је добио доста позитивних критика, тренутно има оцену 6,6 на IMDb-у, док га је Rotten Tomatoes оценио са 70%. Зарадио је преко 25 милиона долара и изродио 2, нешто мање успешна, наставка, од којих је први снимљен 3 године касније и носи назив Кендимен 2: Опроштај од меса. Тони Тод у улози Кендимена, са куком уместо руке и ројем пчела по свом телу, постао је један од икона хорор жанра.
Вирџинија Мадсен је за улогу Хелен Лајл награђена Наградом Сатурн за најбољу главну глумицу и тада је победиле многе познате глумице као што су: Мерил Стрип у филму Смрт јој пристаје, Сигорни Вивер у својој препознатљивој улози Елен Рипли из филмског серијала Осми путник, Шерон Стоун у филму Ниске страсти, Шерил Ли у Твин Пиксу и Винону Рајдер у Дракули.

## Радња
Хелен Лајл је постдипломски студент у Чикагу, која са својом пријатељицом Бернадетом Волш истражује гласине и приче о Кендимену. Према урбаној легенди, уколико погледаш у огледало и изговориш његово име 5 пута, он ће се створити иза тебе и немилосрдно те убити својом куком коју носи уместо руке. Хелен и Берни обилазе места за која се верује да су нешто попут Кендименове јазбине и једне вечери одлучују да саме провере легенду те изговарају његово име, гледајући у огледало, 5 пута.
Од свог колеге, Филипа Пурсела, сазнају да је Кендимен био син роба и да је имао невероватан дар за сликање. Када га је један од имућнијих сељана позвао да наслика његову ћерку, њих двоје су се заљубили и он јој је чак направио и дете. Њен отац је био јако бесан, јер је Кендимен био црнац и наредио је платио је групи хулигана да му одсеку руку зарђалом тестером, а потом његово голо тело намажу медом из оближње кошнице. На хиљаде и хиљаде пчела изуједале су га и он је умро.
Неколико дана након што су изговориле 5 пута његово име, Кендимен се појављује пред Хелен. Она се онесвести, а он у међувремену убије пса њене познанице, Ен-Марије одведе њено дете, и премаже Хелен крвљу тако да изгледа да она стоји иза свега. Хелен је ухапшена, али је због недостатка доказа убрзо пуштају. Хелен муче и други проблеми јер сумња да је муж, Тревор, вара са једном студенткињом. Бернадета долази да посети Хелен, али се Кендимен поново појављује и убија је, па Хелен поново постаје окривљена за убиство и овог пута завршава у психијатријској болници. Кендимен се поново појављује када га она позове да докаже да говори истину, убија једног доктора и уцењује Хелен да дође у његову јазбину, ако жели да дете остане неповређено. Она бежи из болнице, одлази у свој стан и тамо затиче Тревора са љубавницом, како крече некада њен стан. Њу то ужасно погађа и она одлази Кендимену. Он сакрије дете на велику ломачу коју су мештани спремили за прославу. Хелен чује бебин плач и одлази да је спасе. Међутим пошто је носила куку са собом, људи су помисли да је прави убица и запалили ломачу не знајући да је и беба ту. Кендимен се појављује пред Хелен поново и говори јој да када изгоре, биће вечно заједно. Она га удара мотком са ломаче, узима бебу и почиње да бежи. Он обруши куком запаљене ствари на њу и Хелен почиње да гори. Прво су јој се запалила леђа потом и коса, али она успева да изађе жива са ломаче и да врати бебу Ен-Марији, након чега од последица опекотина умире.
На сахрани су само Тревор, његова љубавница и још двоје пријатеља, али одједном се појављује не стотине црнаца на челу са Ен-Маријом, њеном бебом и Џејком, који су дошли да одају последњу почаст Хелен, која је умрла за једног од њих, што они бескрајно цене.
Хеленина трагична смрт, није крај филма... Тревор схвата колику је грешку направио што је није ценио и много му недостаје. Он погледа у огледало, почиње да плаче и изговори њено име 5 пута. Истог тренутка, Хелен се у застрашујућем стању (са спаљеном косом и опекотинама) појављује иза њега са куком коју је носила на ломачи и убија га.

## Улоге
| Глумац           | Улога                       |
| ---------------- | --------------------------- |
| Вирџинија Мадсен | Хелен Лајл                  |
| Тони Тод         | Данијел Робитајл „Кендимен" |
| Зандер Беркли    | Тревор Лајл                 |
| Кејси Лемонс     | Бернадета „Берни" Волш      |
| Ванеса Вилијамс  | Ен-Марија Мекој             |
| Дежуан Гај       | Џејк                        |
| Бернар Роуз      | Арчи Волш                   |
| Гилберт Луис     | детектив Френк Валенто      |
| Стенли Десантис  | др Бурк                     |
| Тед Рајми        | Били                        |
| Мајкл Кулкин     | Филип Пурсел                |
| Ерик Едвардс     | Харолд                      |
| Расти Швимер     | Полицајка                   |